# Skalli
Skalli är ett berg i republiken Island. Det ligger i regionen Suðurland, 140 km öster om huvudstaden Reykjavík. Toppen på Skalli är 1 017 meter över havet.
Trakten runt Skalli är nära nog obefolkad, med mindre än två invånare per kvadratkilometer. Det finns inga samhällen i närheten. Trakten runt Skalli består i huvudsak av gräsmarker.